# Langenboom

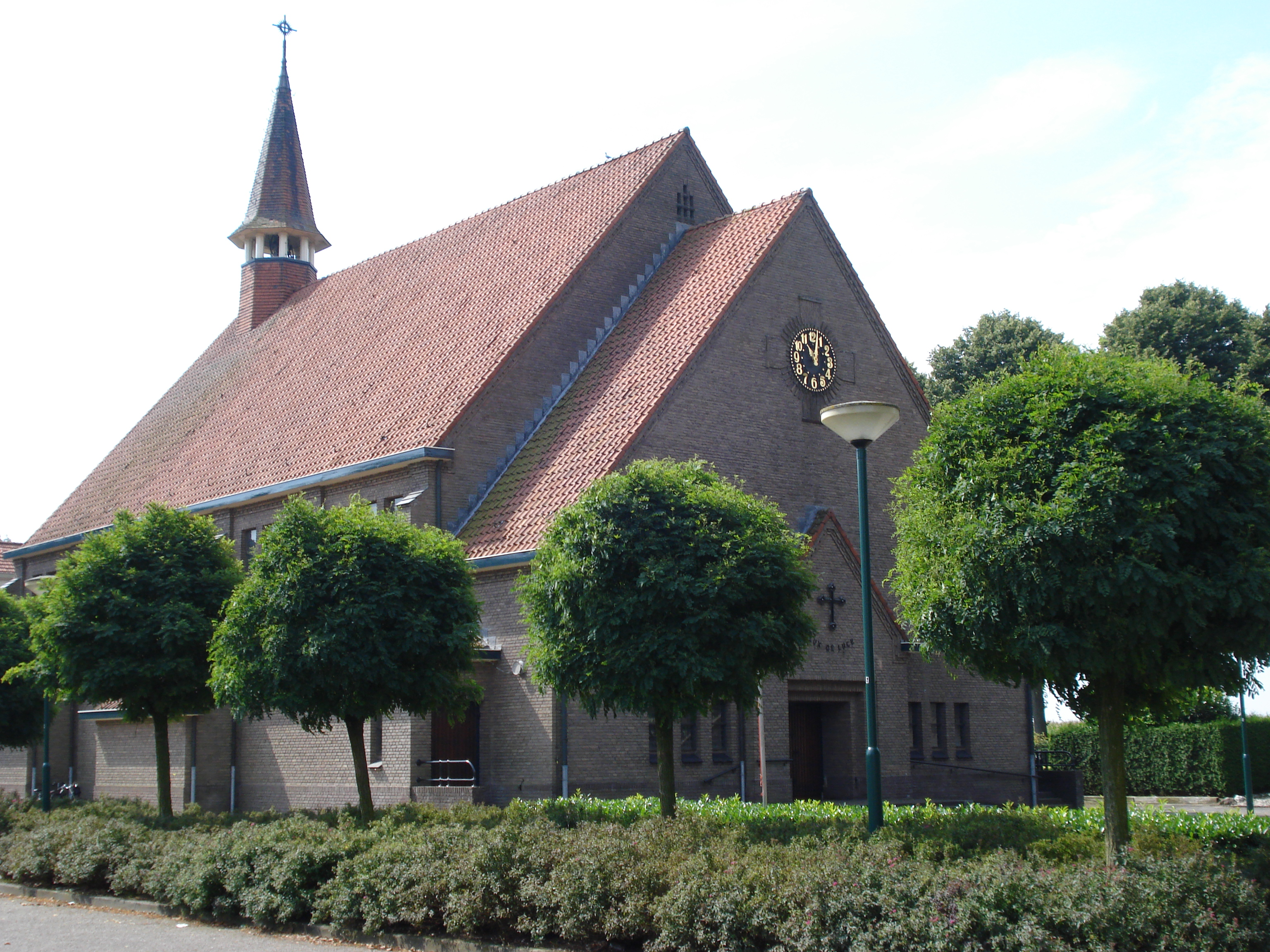
Langenboom, l'église de la Sainte Famille

Langenboom est une localité de la commune néerlandaise de Mill en Sint Hubert de la province du Brabant-Septentrional, située au nord-est de la région naturelle du Peel. Le 1er janvier 2006, le village compte 2 282 habitants.

## Histoire

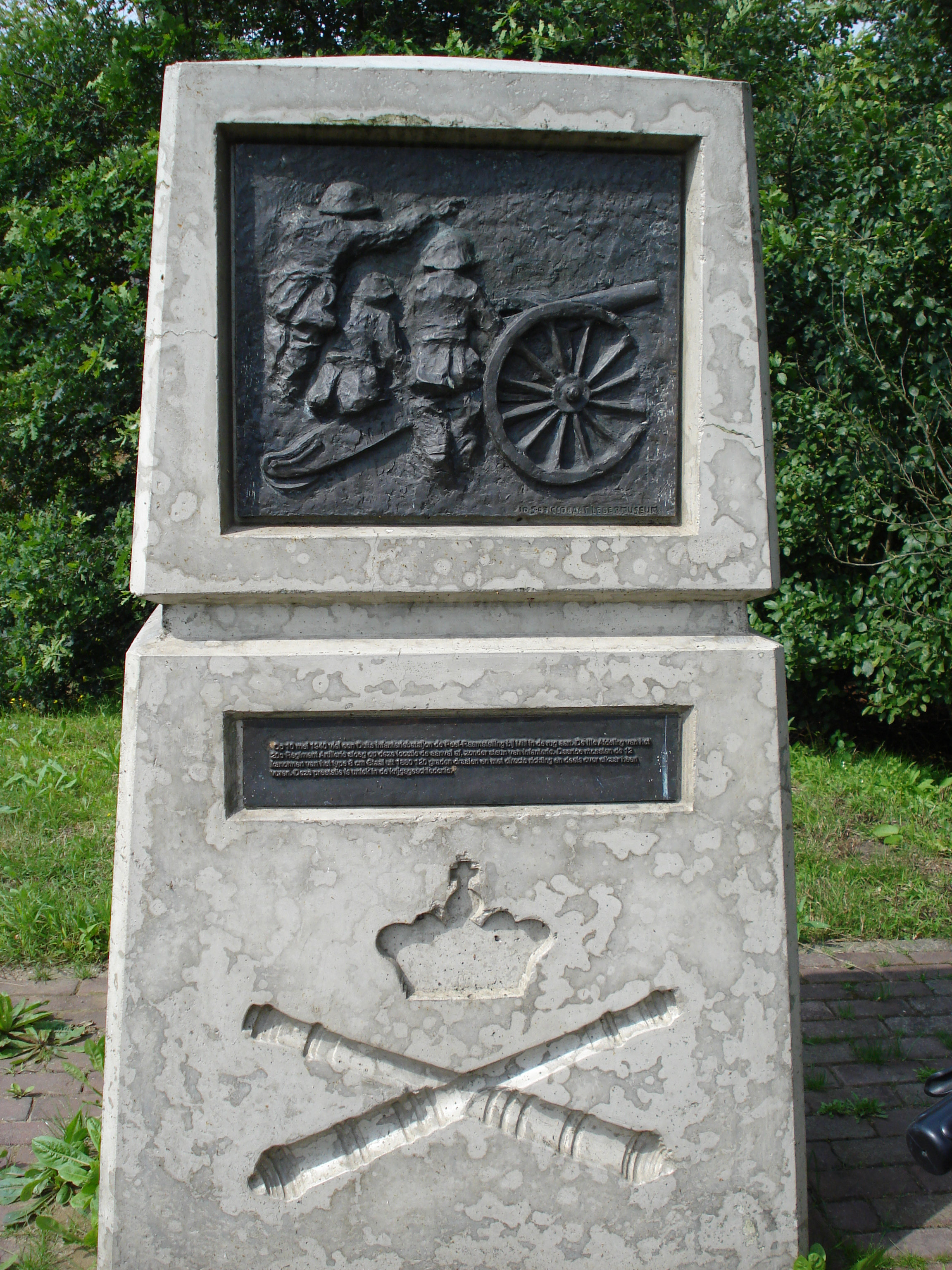
Langenboom, monument commémorant la bataille du 10 mai 1940

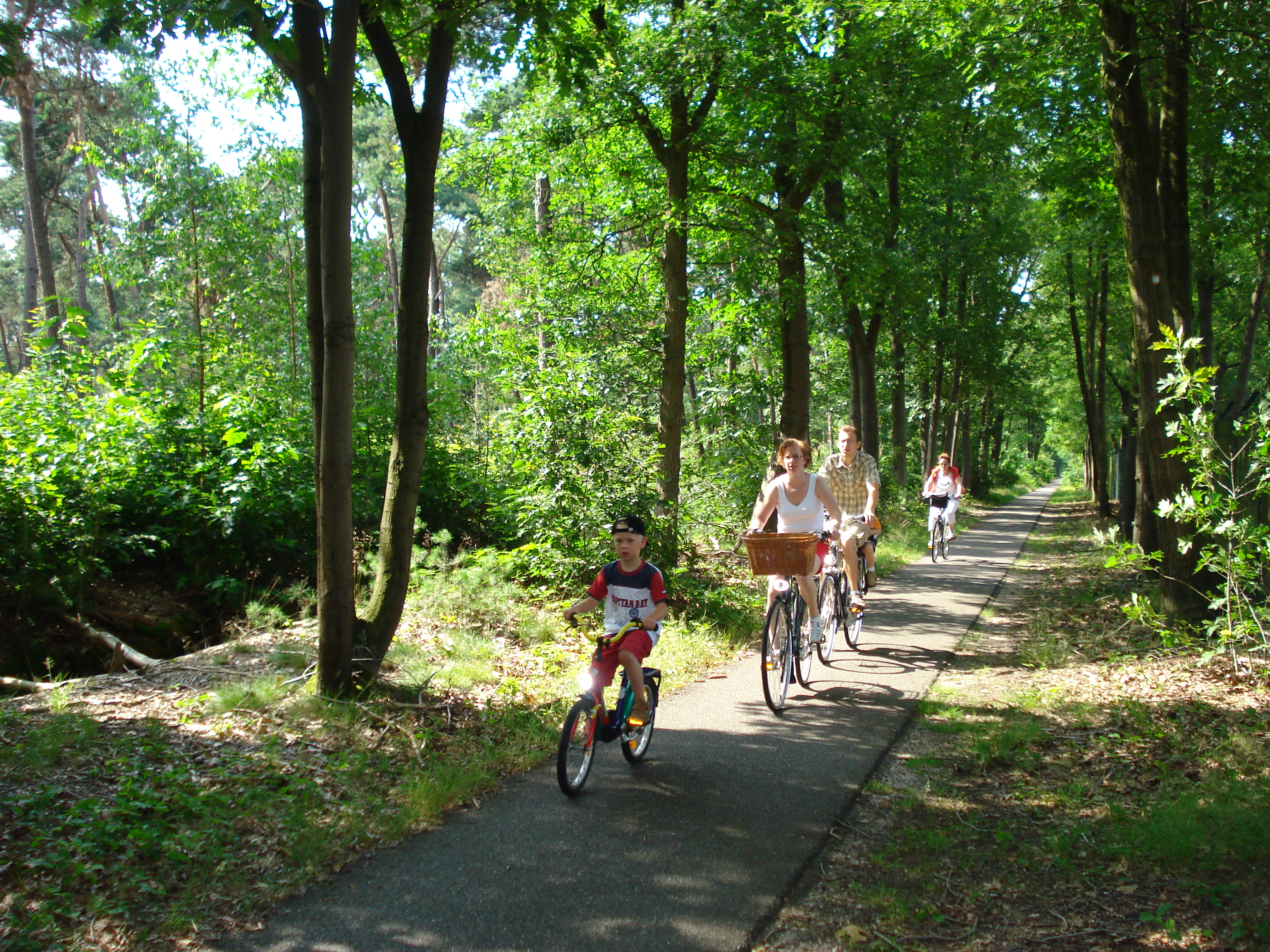
cyclotourisme en forêt de Langenboom

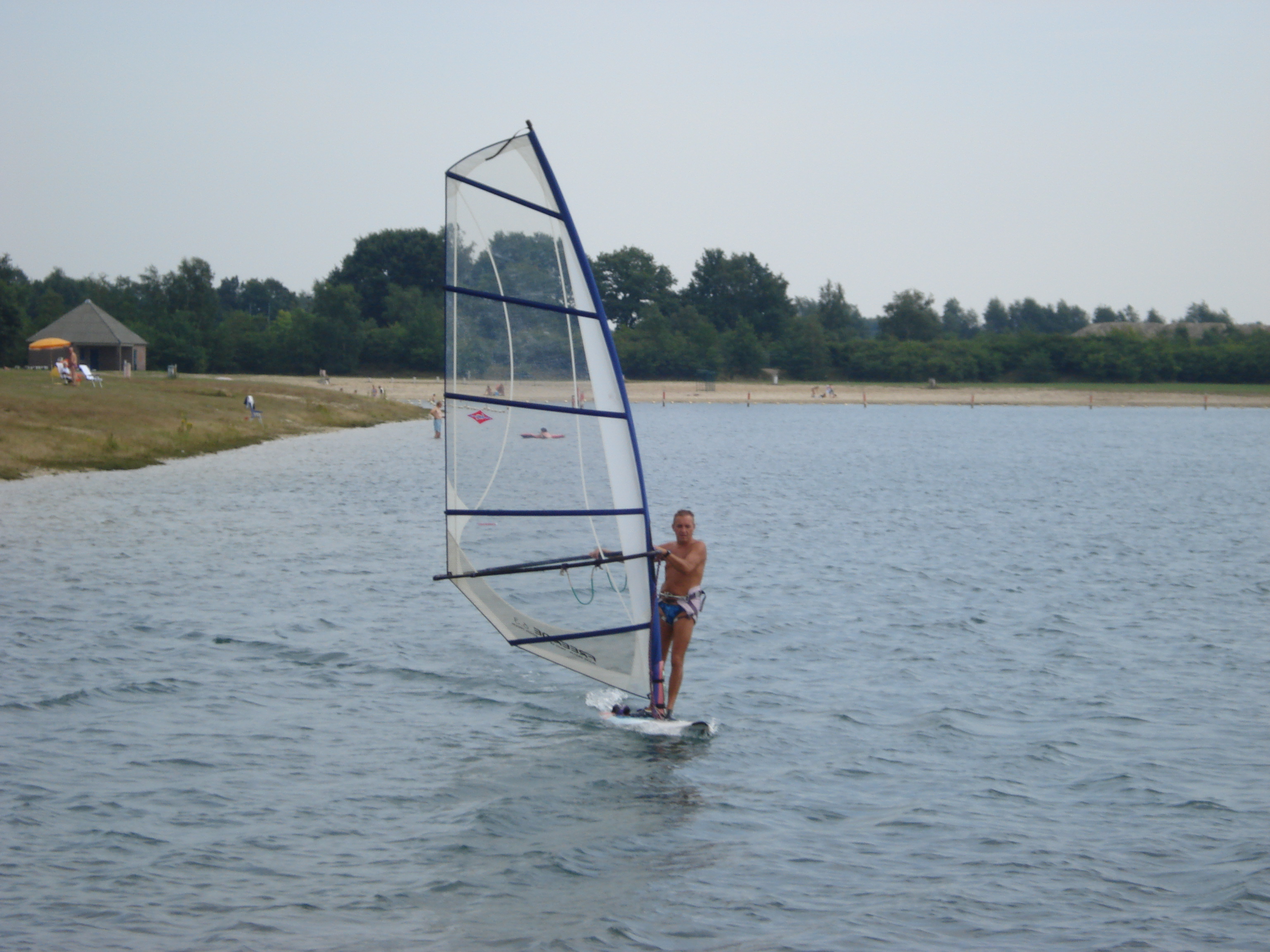
Langenboom, plan d'eau dans l'ancienne carrière de sable

Le nom Langenboom, en français longue arbre, vient probablement d'une longue barrière en bois qui donnait accès au Graspeel, terrain de prés humides sur sous-sol de tourbières, situé entre les villages de Zeeland et d'Escharen. Le territoire de Langenboom a été longtemps quasiment inhabité et divisé entre les anciennes communes d'Escharen (maintenant commune de Grave et de Zeeland (maintenant commune de Landerd). En 1942, ces deux communes perdent le territoire de Langenboom au profit de la commune de Mill en Sint Hubert.
Autour de 1850 la localité compte entre 50 en 70 personnes. On considère qu'un certain Félix Walter originaire de Grave est le fondateur du village de Langenboom. En 1852, il hérite du domaine de Langenboom et il transforme une des fermes en couvent provisoire avec l'intention de fonder un ordre religieux. Ceci étant voué à l'échec, il invite l'Ordre des Prêcheurs à s'y installer. Ils font construire en 1869 une église sous le vocable de Saint Joseph. L'architecte était Pierre Cuypers, grand bâtisseur d'églises aux Pays-Bas de la deuxième moitié du XIXe siècle. Les moines ajoutent en 1875 un nouveau cloître. Autour de ce couvent, le village s'est développé.
Langenboom étant sous la paroisse d'Escharen, l'église était alors rectorale : on y servait la messe, mais pour les baptêmes, mariages et enterrements il fallait aller à l'église paroissiale à Escharen. En 1918, Langenboom devient paroisse indépendante.

## Tornade du 10 août 1925
Le 10 août 1925 est un jour néfaste pour Langenboom. Une tornade destructive traverse l'est des Pays-Bas, laissant derrière elle deux zones de dégâts : autour de Langenboom et autour de Borculo dans la province de l'Overijssel. En Brabant-Septentrional, Zeeland, Escharen, mais surtout Langenboom sont touchés. Nombre de fermes et de maisons sont détruites, le toit de l'école s'envole, l'église est quasiment déchirée de ses fondements et devra être abattue. En souvenir de cette tornade, on a planté en 1985 une spirale de 1 800 charmes, nommée jardin du tornade.

## Langenboom aujourd'hui
La nouvelle église a été construite en 1926 et consacrée en 1927 sous le vocable de la Sainte Famille. L'architecte était Eduard Cuypers, neveu de l'architecte Pierre Cuypers et comme lui fameux constructeur d'églises. C'est pourquoi l'église est mise vers 1990 sur la liste des monuments protégés.
Au début de la Seconde Guerre mondiale, Mill, qui était un point important sur la ligne de défense Raam-Peel, a été attaqué sévèrement ; les défenseurs étaient soutenu par une deuxième ligne de feu situé à Langenboom. Plusieurs monuments commémorent cet évènement.
En 1964 les Dominicains ferment le couvent. Le bâtiment devient maison communale pour devenir en 2005 maison de repos. Sur le territoire de Langenboom se trouve une forêt mixte sur terrain sablonneux, partiellement champ de tir pour l'armée, partiellement ouvert au public. Une grande carrière de sable a donné naissance à un grand plan d'eau de valeur récréative. Le club de foot du village, SES, joue un rôle tellement important, que Langenboom porte le surnom village de foot.